# یواس‌اس کارمیتا (آی‌ایکس-۱۵۲)
یواس‌اس کارمیتا (آی‌ایکس-۱۵۲) (به انگلیسی: USS Carmita (IX-152)) یک کشتی بود که طول آن ۳۶۶ فوت ۴ اینچ (۱۱۱٫۶۶ متر) بود. این کشتی در سال ۱۹۴۳ ساخته شد.